# ノナコンタン
| ノナコンタン  | ノナコンタン |
| ------------- | ------------ |
| CH3(CH2)88CH3 |              |
| IUPAC名       | ノナコンタン |
| 分子式        | C90H182      |
| 分子量        | 1264.40808   |
| CAS登録番号   | 7667-51-8    |
| 密度と相      | 0.835 g/cm3, |
| 沸点          | 702.298 °C   |

ノナコンタン (Nonacontane) とは、直鎖状のアルカンの1種。炭素原子が90個、分岐することなく一列に連なっている。分子式はC90H182。分子量は1264.40808 (Da)。モル体積は1514.142 (cm3/mol)。表面張力は32.4109992980957 (dyne/cm)。分極率は166.107×10-24 (cm3)。密度は0.835 (g/cm3)。屈折率は1.466。気化熱は99.109 (kJ/mol)。蒸気圧は25℃において0 (mmHg)。沸点は760mmHgにおいて702.298 (℃)。引火点は882.177 (℃)。なお構造異性体の種類は約2.46245×1035。結核菌などが菌体の最外周部に持っているロウ様物質とも呼ばれるミコール酸の炭化水素鎖は、長いものでだいたい炭素数90くらいでノナコンタンくらいの長さである。